# Charles Lloyd (musicista)
Charles Lloyd (Memphis, 15 marzo 1938) è un sassofonista e compositore statunitense.
Sebbene i suoi strumenti siano principalmente il sassofono tenore e il flauto, ha occasionalmente inciso anche con il sassofono contralto e altri strumenti ad ancia.
Lo stile sassofonistico di Lloyd richiama, seppure con molti elementi personali, quello di John Coltrane.

## Gli inizi
Nato a Memphis (Tennessee), entrò precocemente in contatto con il vivace ambiente musicale della città. Iniziò a suonare il sassofono all'età di nove anni prendendo lezioni dal pianista Phineas Newborn. La sua carriera di strumentista ebbe inizio nei gruppi di alcuni bluesmen tra cui B. B. King, Howlin' Wolf, Bobby "Blue" Bland.
Nel 1956 Lloyd si trasferì a Los Angeles dove completò gli studi musicali presso la University of Southern California.  In questo periodò continuò l'attività concertistica militando nella big band di Gerald Wilson. Dal 1960 al 1963 suonò nell'orchestra del batterista Chico Hamilton diventandone anche il direttore musicale. Sebbene quella formazione fosse nota per suonare un jazz cameristico, tipico della West Coast, la presenza di Lloyd come arrangiatore, compositore e strumentista portò rapidamente la band verso un linguaggio più aperto alle influenze post-bop. Il principale collaboratore di Lloyd all'interno dell'orchestra fu il chitarrista Gábor Szabó.  Nel 1964 Lloyd lasciò la formazione di Hamilton per suonare con il contraltista Cannonball Adderley. In questo periodo incise due album come leader per la Columbia Records in collaborazione con alcuni giovani musicisti fra i quali spiccano i nomi di Herbie Hancock, Ron Carter e Tony Williams.

## Il quartetto con Keith Jarrett - Il successo
Nel biennio 1966-1968 Lloyd guidò un quartetto in cui comparivano il pianista Keith Jarrett, il contrabbassista Cecil McBee (successivamente sostituito da Ron McClure), ed il batterista Jack DeJohnette. Il gruppo fu un importante vetrina per il giovanissimo Jarrett e fu anche l'occasione in cui questi conobbe DeJohnette con cui sarebbe nato, anni dopo, un lunghissimo sodalizio. La musica del quartetto era una interessante fusione di linguaggi: dal post-bop al free jazz al soul jazz. Il gruppo ottenne rapidamente un ampio consenso sia di pubblico che di critica riuscendo, inaspettatamente, ad oltrepassare i confini dell'ambiente jazzistico fino a conquistare fasce di pubblico normalmente interessate ad altri generi musicali e diventando il primo gruppo jazz ad esibirsi al Fillmore. Il disco Forest Flower, prodotto dalla etichetta Atlantic Records, ebbe un ampio successo commerciale, trainato dal brano che dà il titolo all'album.

## Gli anni '70 - il periodo rock
Nel 1968, dopo lo scioglimento del quartetto, Lloyd si pose gradualmente ai margini delle scene. Durante gli anni settanta, nonostante la pubblicazione di alcuni album e le occasionali partecipazioni come sideman scomparve in pratica dalla scena del jazz. In quel periodo avviò alcune collaborazioni con importanti gruppi del panorama rock dell'epoca come i Doors (Lloyd compare in due tracce dell'album Full Circle del 1972) e i Canned Heat.

## Gli anni '80/'90 - Il ritorno al jazz
All'inizio degli anni ottanta (secondo alcuni grazie all'incontro con il pianista Michel Petrucciani) Lloyd si ripresentò sulla ribalta della scena jazz. A partire dal 1989, avviò un'intensa attività concertistica firmando contemporaneamente un contratto con la prestigiosa etichetta ECM. Sebbene il suo stile non abbia subito significativi cambiamenti rispetto all'epoca del grande successo i nuovi lavori di Lloyd mostrano un musicista ancora propositivo, con una voce tuttora personale e riconoscibile, seppure con un suono più morbido e scuro e un fraseggio ritimicamente meno propulsivo di un tempo. Tra gli ultimi album si segnalano Canto (con Bobo Stenson, Anders Jormin e Billy Hart) Voice in the Night (con John Abercrombie, Dave Holland e Billy Higgins), The Water Is Wide (con Brad Mehldau, John Abercrombie, Larry Grenadier e Billy Higgins) e Lift Every Voice (con Geri Allen, Bob Hurst, Eric Harland).

## Discografia

### Come leader
- Discovery! (1964, Columbia)
- Of Course, of Course (1965, Columbia)
- Nirvana (1968, Columbia)
- Dream Weaver (1966, Atlantic)
- Forest Flower (1966, Atlantic)
- The Flowering (1966, Atlantic)
- Charles Lloyd in Europe (1966, Atlantic)
- Love-In (1967, Atlantic)
- Journey Within (1967, Atlantic)
- Charles Lloyd in the Soviet Union (1967, Atlantic)
- Soundtrack (1968, Atlantic)
- Moon Man (1970, Kapp)
- Warm Waters (1971, Kapp)
- Waves (1972, A&M)
- Geeta (1973, A&M)
- Morning Sunrise (1973, ADC)
- Weavings (1978, Pacific Arts)
- Koto (1978, ADC) - also released as Pathless Path (1979, Unity)
- Big Sur Tapestry (1979, Pacific Arts)
- Autumn in New York Volume One (1979, Destiny)
- Montreux 82 (1982, Elektra/Musician)
- A Night in Copenhagen (1983, Blue Note)
- Fish Out of Water (1989, ECM)
- Notes from Big Sur (1992, ECM)
- Acoustic Masters I (1993, Atlantic)
- The Call (1993, ECM)
- All My Relations (1994, ECM)
- Canto (1996, ECM)
- Voice in the Night (1999, ECM)
- The Water Is Wide (2000, ECM)
- Hyperion with Higgins (2001, ECM)
- Lift Every Voice (2002, ECM)
- Which Way is East (2004, ECM)
- Jumping the Creek (2005, ECM)
- Sangam (2006, ECM)
- Rabo de Nube (2008, ECM)
- Mirror (2010, ECM)
- Trios: Sacred Thread (2022)
- The Sky Will Still Be There Tomorrow (2024)

### Come sideman
Con Chico Hamilton
- Bye Bye Birdie - Irma La Douce (1960, Columbia)
- The Chico Hamilton Special (1960, Columbia)
- Drumfusion (1962, Columbia)
- Transfusion (1962, Studio West)
- Passin' Thru (1962, Impulse!)
- A Different Journey (1963, Reprise)
- Man From Two Worlds (1963, Impulse!)
- Chic Chic Chico (1965, Impulse!) - appare in un brano

Con Les McCann
- Les McCann Sings (1961, Pacific Jazz) - appare in quattro brani

Con Cannonball Adderley
- Cannonball Adderley Live! (1964, Capitol)
- Cannonball Adderley's Fiddler on the Roof (1964, Capitol)
- Radio Nights (1991, Night)

Con i The Beach Boys
- Surf's Up (1971, Caribou) - appare in un brano
- Holland (1972, Brother)
- 15 Big Ones (1976, Brother) - appare in un brano
- M.I.U. Album (1978, Brother)

Con Canned Heat
- Historical Figures and Ancient Heads (1971, United Artists) - appare in due brani

Con The Doors
- Full Circle (1972, Elecktra) - appare in due brani

Con Harvey Mandel
- The Snake (1972, Janus) - appare in un brano

Con Gabor Szabo
- Gabor Szabo Live (1973, Blue Thumb) - appare in un brano

Con Roger McGuinn
- Roger McGuinn (1973, Columbia) - appare in due brani

Con William Truckaway
- Breakaway (1976, Reprise)

Con Celebration
- Almost Summer: Music from the Original Motion Picture (1978, MCA)
- Celebration (1979, Pacific Arts)
- Disco Celebration (1979, ADC)

Con Joe Sample
- Old Places, Old Faces (1995, Warner Bros. Records) - appare in tre brani

Con Mark Isham
- Afterglow: Music from the Motion Picture (1998, Columbia)